# Pulgada de mercurio
La pulgada de mercurio, inHg, o "Hg" es una unidad de medida de presión, ampliamente utilizada para determinar la Presión sanguínea.
Fuera del ámbito sanitario, en los Estados Unidos se usa también para determinar la presión atmosférica en informaciones meteorológicas y por la aviación de los Estados Unidos.
Se define como la presión ejercida por una columna de mercurio de 1 pulgada de altura a 32 °F (0 °C) en condiciones de gravedad estándar.
1 inHg = 3.386,389 pascales a 0 °C.
Los aviones que operan a mayor altitud (por encima de la denominada altitud de transición, que varía según el país) establecen sus altímetros barométricos en una presión estándar de 29,92 inHg o 1.013,2 hPa (1 hPa = 1 mbar), independientemente de la presión real al nivel del mar. Las lecturas del altímetro resultantes se conocen como nivel de vuelo.
Los aviones con motor de pistón y hélice de velocidad constante también usan pulgadas de mercurio para medir la presión del colector, lo que indica la potencia producida por los motores.
En bibliografía antigua, una "pulgada de mercurio" se basa en la altura de una columna de mercurio a 60 °F (15,6 °C):
1 inHg60 °F = 3376,85 Pa